# Canton de Villars-les-Dombes
Le canton de Villars-les-Dombes est une circonscription électorale française située dans le département de l'Ain en région Auvergne-Rhône-Alpes.
À la suite du redécoupage cantonal de 2014, les limites territoriales du canton sont remaniées. Le nombre de communes du canton passe de 10 à 25.

## Géographie
Situé au sud-ouest du département, ce canton s'étend sur la région naturelle de la Dombes. Bordé par la Saône qui le sépare à l'ouest du département du Rhône, il est également limitrophe de la métropole de Lyon su sud. Faisant partie de  l'arrondissement de Bourg-en-Bresse, il est entouré des cantons de Trévoux au sud-ouest, Miribel au sud, Meximieux et Ceyzériat à l'est et Châtillon-sur-Chalaronne au nord.

## Histoire
Créé en 1868 (loi du 18 juillet 1868), le canton de Villars prend le nom de canton de Villars-les-Dombes en 1952, lors du changement de nom de son chef-lieu. Il comprend alors dix communes.
Un nouveau découpage territorial de l'Ain entre en vigueur à l'occasion des élections départementales de mars 2015, défini par le décret du 13 février 2014, en application des lois du 17 mai 2013 (loi organique 2013-402 et loi 2013-403). Les conseillers départementaux sont, à compter de ces élections, élus au scrutin majoritaire binominal mixte. Les électeurs de chaque canton élisent au Conseil départemental, nouvelle appellation du Conseil général, deux membres de sexe différent, qui se présentent en binôme de candidats. Les conseillers départementaux sont élus pour six ans au scrutin binominal majoritaire à deux tours, l'accès au second tour nécessitant 12,5 % des inscrits au premier tour. En outre la totalité des conseillers départementaux est renouvelée. Ce nouveau mode de scrutin nécessite un redécoupage des cantons dont le nombre est divisé par deux avec arrondi à l'unité impaire supérieure si ce nombre n'est pas entier impair, assorti de conditions de seuils minimaux. Dans l'Ain, le nombre de cantons passe ainsi de 43 à 23.
Depuis 2015, le canton de Villars-les-Dombes comprend 25 communes, dont 6 qui en faisait déjà partie, les 13 communes de l'ancien canton de Saint-Trivier-sur-Moignans, ainsi que 6 communes issues de l'ancien canton de Reyrieux. Le bureau centralisateur est situé à Villars-les-Dombes.

## Représentation

### Conseillers départementaux depuis 2015
| Période élective | Période élective | Mandat | Mandat   | Identité             | Nuance | Nuance | Qualité                                            |
| ---------------- | ---------------- | ------ | -------- | -------------------- | ------ | ------ | -------------------------------------------------- |
| 2015             | 2021             | 2015   | 2021     | Henri Cormorèche     |        | UDI    | Agriculteur, maire de Mionnay depuis 2008          |
| 2015             | 2021             | 2015   | 2021     | Brigitte Coulon      |        | LR     | Cadre du secteur privé, maire de Rancé (2001-2020) |
| 2021             | 2028             | 2021   | en cours | Alexandrine Butillon |        | UDI    | Commerçante à Ambérieux-en-Dombes                  |
| 2021             | 2028             | 2021   | en cours | Henri Cormorèche     |        | UDI    | Conseiller sortant                                 |

#### Élections de mars 2015
À l'issue du premier tour des élections départementales de 2015, deux binômes sont en ballottage : Pénélope Chalon et Laurent Sugy (FN, 34,48 %) et Henri Cormorèche et Brigitte Coulon (Union de la Droite, 29,74 %). Le taux de participation est de 48,56 % (11 133 votants sur 22 925 inscrits) contre 48,99 % au niveau départemental et 50,17 % au niveau national.
Au second tour, Henri Cormorèche et Brigitte Coulon sont élus avec 59,58 % des suffrages exprimés et un taux de participation de 49,74 % (6 232 voix pour 11 404 votants et 22 926 inscrits).

#### Élections de juin 2021
Le premier tour des élections départementales de 2021 est marqué par un très faible taux de participation (33,26 % au niveau national). Dans le canton de Villars-les-Dombes, ce taux de participation est de 31,46 % (7 747 votants sur 24 623 inscrits) contre 31,48 % au niveau départemental. À l'issue de ce premier tour, deux binômes sont en ballottage : Alexandrine Butillon et Henri Cormorèche (Union au centre et à droite, 31,43 %) et Clarisse Cathaud et Maxime Chaussat (RN, 26,09 %).
Le second tour des élections est marqué une nouvelle fois par une abstention massive équivalente au premier tour. Les taux de participation sont de 34,3 % au niveau national, 31,83 % dans le département et 32,66 % dans le canton de Villars-les-Dombes. Alexandrine Butillon et Henri Cormorèche (Union au centre et à droite) sont élus avec 68,95 % des suffrages exprimés (5 144 voix pour 8 046 votants et 24 635 inscrits),.

### Conseillers généraux de 1870 à 2015
| Période | Période      | Identité                          | Étiquette          | Qualité |
| ------- | ------------ | --------------------------------- | ------------------ | --- |
| 1869    | 1877         | Johannès Erhard Valentin-Smith    | Droite             | Ancien avocat et magistrat à Saint-Étienne |
| 1877    | 1883         | Alexis Barbe                      | Républicain        | Docteur-médecin à Villars |
| 1883    | 1889         | Charles Rivet                     | Républicain        | Maire de Saint-Paul-de-Varax |
| 1889    | 1905 (décès) | Pierre Côte-Baritel               | Républicain        | Maire de Villars |
| 1905    | 1913         | Claude Renaud                     | Républicain Rad.   | Maire de Marlieux, conseiller d'arrondissement |
| 1913    | 1917 (décès) | Joseph Naussac (1871-1917)        | Rad.               | Médecin - Maire de Villars |
| 1917    | 1919         | siège vacant                      |                    | |
| 1919    | 1925         | Jean-Joseph Durand                | Rad.               | Cultivateur à Villars |
| 1925    | 1940         | Pierre Duverger (1871-1953)       | Rad. puis Rad.ind. | Négociant Maire de Villars (1925-1944), conseiller d'arrondissement Membre de la Commission administrative départementale (1941-1942) Nommé conseiller départemental en 1942 |
|         |              |                                   |                    | |
| 1945    | 1979         | Jean Saint-Cyr                    | Rad. puis MRG      | Vétérinaire - Sénateur (1946-51), député (1951-56) Maire de Villars-les-Dombes (1944-1977) Président du Conseil général (1949-1976)                                          |
| 1979    | 1982 (décès) | Pierre Deplanche (1920-1982)      | RPR                | Médecin à Villars-les-Dombes, ancien résistant |
| 1982    | 1998         | Marcel-Paul Duperrier (1934-2000) | RPR                | Maire de Villars-les-Dombes (1982-98) |
| 1998    | 2004         | Lucien Berger                     | DVG                | Maire de Villars-les-Dombes (2001-08) |
| 2004    | 2015         | Georges Faverjon                  | DVG                | Professeur en classes préparatoires Adjoint au maire puis conseiller municipal de Villars-les-Dombes                                                                         |

### Conseillers d'arrondissement de 1869 à 1940
| Période                                  | Période      | Identité                     | Étiquette           | Qualité |
| ---------------------------------------- | ------------ | ---------------------------- | ------------------- | --- |
| 1869                                     | 1876 (décès) | Jean-Baptiste Janin          |                     | Propriétaire à Châtillon-les-Dombes                                                                         |
| 1876                                     | 1883         | Jean Dégoutte                |                     | Maire de La Chapelle-du-Châtelard                                                                           |
| 1883                                     | 1898         | Paul-François Pingeon        | Monarchiste         | Maire de Bouligneux                                                                                         |
| 1898                                     | 1905         | Claude Renaud                | Républicain Radical | Maire de Marlieux                                                                                           |
| 1905                                     | 1910         | Édouard Limandas             |                     | Ancien adjoint au maire de Villars-les-Dombes                                                               |
| 1910                                     | 1913         | Joseph Naussac (1871-1917)   | Radical             | Médecin, maire de Villars-les-Dombes                                                                        |
| 1913                                     | 1919         | Isaac Alamercery (1855-1929) |                     | Propriétaire agriculteur, maire de Saint-Paul-de-Varax                                                      |
| 1919                                     | 1925         | Pierre Duverger              | Républicain         | Propriétaire, conseiller municipal de Villars-les-Dombes                                                    |
| 1925                                     | 1940         | Victor Berthaud (1866-1943)  | Radical             | Agriculteur pisciculteur, maire de Marlieux                                                                 |
| 1940                                     |              |                              |                     | Les conseils d'arrondissement ont été suspendus par la loi du 12 octobre 1940 et n'ont jamais été réactivés |
| Les données manquantes sont à compléter. |              |                              |                     | |

## Composition

Localisation du canton dans l'Ain avant 2015

### Composition avant 2015
Le canton de Villars-les-Dombes regroupait dix communes.
| Nom                            | Code Insee | Codepostal | Superficie (km2) | Population (dernière pop. légale) | Densité (hab./km2) |
| ------------------------------ | ---------- | ---------- | ---------------- | --------------------------------- | ------------------ |
| Villars-les-Dombes (chef-lieu) | 01443      | 01330      | 24,65            | 4 430 (2012)                      | 180                |
| Birieux                        | 01045      | 01330      | 15,83            | 265 (2012)                        | 17                 |
| Bouligneux                     | 01052      | 01330      | 26,09            | 310 (2012)                        | 12                 |
| La Chapelle-du-Châtelard       | 01085      | 01240      | 13,37            | 363 (2012)                        | 27                 |
| Lapeyrouse                     | 01207      | 01330      | 20,04            | 297 (2012)                        | 15                 |
| Marlieux                       | 01235      | 01240      | 16,85            | 960 (2012)                        | 57                 |
| Monthieux                      | 01261      | 01390      | 10,75            | 646 (2012)                        | 60                 |
| Saint-Germain-sur-Renon        | 01359      | 01240      | 15,80            | 233 (2012)                        | 15                 |
| Saint-Marcel                   | 01371      | 01390      | 11,64            | 1 197 (2012)                      | 103                |
| Saint-Paul-de-Varax            | 01383      | 01240      | 25,97            | 1 500 (2012)                      | 58                 |

### Composition à partir de 2015
Le nouveau canton de Villars-les-Dombes comprend vingt-cinq communes.
| Nom                                        | Code Insee | Intercommunalité       | Superficie (km2) | Population (dernière pop. légale) | Densité (hab./km2) | Modifier                                    |
| ------------------------------------------ | ---------- | ---------------------- | ---------------- | --------------------------------- | ------------------ | ------------------------------------------- |
| Villars-les-Dombes (bureau centralisateur) | 01443      | CC de la Dombes        | 24,65            | 5 059 (2022)                      | 205                | modifier les données · modifier les données |
| Ambérieux-en-Dombes                        | 01005      | CC Dombes Saône Vallée | 15,92            | 1 917 (2022)                      | 120                | modifier les données · modifier les données |
| Ars-sur-Formans                            | 01021      | CC Dombes Saône Vallée | 5,50             | 1 513 (2022)                      | 275                | modifier les données · modifier les données |
| Baneins                                    | 01028      | CC de la Dombes        | 8,91             | 618 (2022)                        | 69                 | modifier les données · modifier les données |
| Birieux                                    | 01045      | CC de la Dombes        | 15,83            | 280 (2022)                        | 18                 | modifier les données · modifier les données |
| Bouligneux                                 | 01052      | CC de la Dombes        | 26,09            | 323 (2022)                        | 12                 | modifier les données · modifier les données |
| Chaleins                                   | 01075      | CC Val de Saône Centre | 17,00            | 1 436 (2022)                      | 84                 | modifier les données · modifier les données |
| Chaneins                                   | 01083      | CC de la Dombes        | 12,63            | 1 041 (2022)                      | 82                 | modifier les données · modifier les données |
| Civrieux                                   | 01105      | CC Dombes Saône Vallée | 19,76            | 1 986 (2022)                      | 101                | modifier les données · modifier les données |
| Fareins                                    | 01157      | CC Dombes Saône Vallée | 8,22             | 2 524 (2022)                      | 307                | modifier les données · modifier les données |
| Francheleins                               | 01165      | CC Val de Saône Centre | 13,56            | 1 593 (2022)                      | 117                | modifier les données · modifier les données |
| Lapeyrouse                                 | 01207      | CC de la Dombes        | 20,04            | 337 (2022)                        | 17                 | modifier les données · modifier les données |
| Lurcy                                      | 01225      | CC Val de Saône Centre | 4,81             | 404 (2022)                        | 84                 | modifier les données · modifier les données |
| Messimy-sur-Saône                          | 01243      | CC Val de Saône Centre | 5,95             | 1 312 (2022)                      | 221                | modifier les données · modifier les données |
| Mionnay                                    | 01248      | CC de la Dombes        | 19,62            | 2 309 (2022)                      | 118                | modifier les données · modifier les données |
| Monthieux                                  | 01261      | CC de la Dombes        | 10,75            | 673 (2022)                        | 63                 | modifier les données · modifier les données |
| Rancé                                      | 01318      | CC Dombes Saône Vallée | 9,53             | 760 (2022)                        | 80                 | modifier les données · modifier les données |
| Relevant                                   | 01319      | CC de la Dombes        | 12,38            | 467 (2022)                        | 38                 | modifier les données · modifier les données |
| Saint-André-de-Corcy                       | 01333      | CC de la Dombes        | 20,73            | 3 369 (2022)                      | 163                | modifier les données · modifier les données |
| Saint-Jean-de-Thurigneux                   | 01362      | CC Dombes Saône Vallée | 16,00            | 850 (2022)                        | 53                 | modifier les données · modifier les données |
| Saint-Marcel                               | 01371      | CC de la Dombes        | 11,64            | 1 300 (2022)                      | 112                | modifier les données · modifier les données |
| Saint-Trivier-sur-Moignans                 | 01389      | CC de la Dombes        | 41,99            | 1 910 (2022)                      | 45                 | modifier les données · modifier les données |
| Sainte-Olive                               | 01382      | CC de la Dombes        | 7,39             | 357 (2022)                        | 48                 | modifier les données · modifier les données |
| Savigneux                                  | 01398      | CC Dombes Saône Vallée | 14,75            | 1 459 (2022)                      | 99                 | modifier les données · modifier les données |
| Villeneuve                                 | 01446      | CC Dombes Saône Vallée | 26,79            | 1 603 (2022)                      | 60                 | modifier les données · modifier les données |
| Canton de Villars-les-Dombes               | 0122       |                        | 390,44           | 35 400 (2022)                     | 91                 | modifier les données                        |

## Démographie

### Démographie avant 2015
| 1962  | 1968  | 1975  | 1982  | 1990  | 1999  | 2006  | 2011   | 2012   |
| ----- | ----- | ----- | ----- | ----- | ----- | ----- | ------ | ------ |
| 4 352 | 4 476 | 4 933 | 6 099 | 7 302 | 8 830 | 9 581 | 10 141 | 10 201 |

### Démographie depuis 2015
En 2022, le canton comptait 35 400 habitants, en évolution de +8,64 % par rapport à 2016 (Ain : +5,15 %, France hors Mayotte : +2,11 %).
| 2013   | 2018   | 2022   |
| ------ | ------ | ------ |
| 31 495 | 33 511 | 35 400 |